# إرسين ديمير
إرسين دمير (بالألمانية: Ersin Demir؛ بالتركية: Ersin Demir) هو لاعب كرة قدم تركي وألماني في مركز الهجوم، ولد في 8 ديسمبر 1977 في كولونيا في ألمانيا. لعب مع ألمانيا آخن وإرتسغيبيرغه آوه وإنغولشتات 04 وباير 04 ليفركوزن وسامسون سبور وكيمنتزر ونادي آوغسبورغ.

## وصلات خارجية
- إرسين دمير على موقع اتحاد تركيا (لاعب) (الإنجليزية)
- إرسين دمير على موقع قاعدة بيانات كرة القدم.إي يو (الإنجليزية)
- إرسين دمير على موقع بيانات كرة القدم. دي إي (الألمانية)
- إرسين دمير على موقع عالم كرة القدم.نت (الإنجليزية)